# ائاکوس
ائاکوس ایزد آب و هوا مورد پرستش در ایبری اسپانیا است. او از منطقه کاستیا شناخته شده و با خدای اساطیر روم، ژوپیتر یکی دانسته شده‌است.